# 부안면
부안면(富安面)은 대한민국 전북특별자치도 고창군의 면이다.

## 개요
부안면은 천혜의 갯벌과 고창 유일의 유인도(죽도)가 있는 청정 지역으로 웰빙시대를 맞이하여 넓은 간척지에서 친환경농법(스테비아, 오리, 우렁이 등)을 이용하여 맛 좋고 질 좋은 쌀을 생산하고 있다. 바닷바람을 맞으며 자라는 해풍 복분자는 전국적으로 명성을 얻어 농가 주소득원이 되고 있으며, 보다 품질 좋은 복분자 생산을 위하여 우리면 용산리에 복분자 시험장과 복분자 주를 생산하는 공장이 운영되고 있다. 수동리에 천연기념물 제494호인 고창 수동리 팽나무가 있다.

## 행정 구역

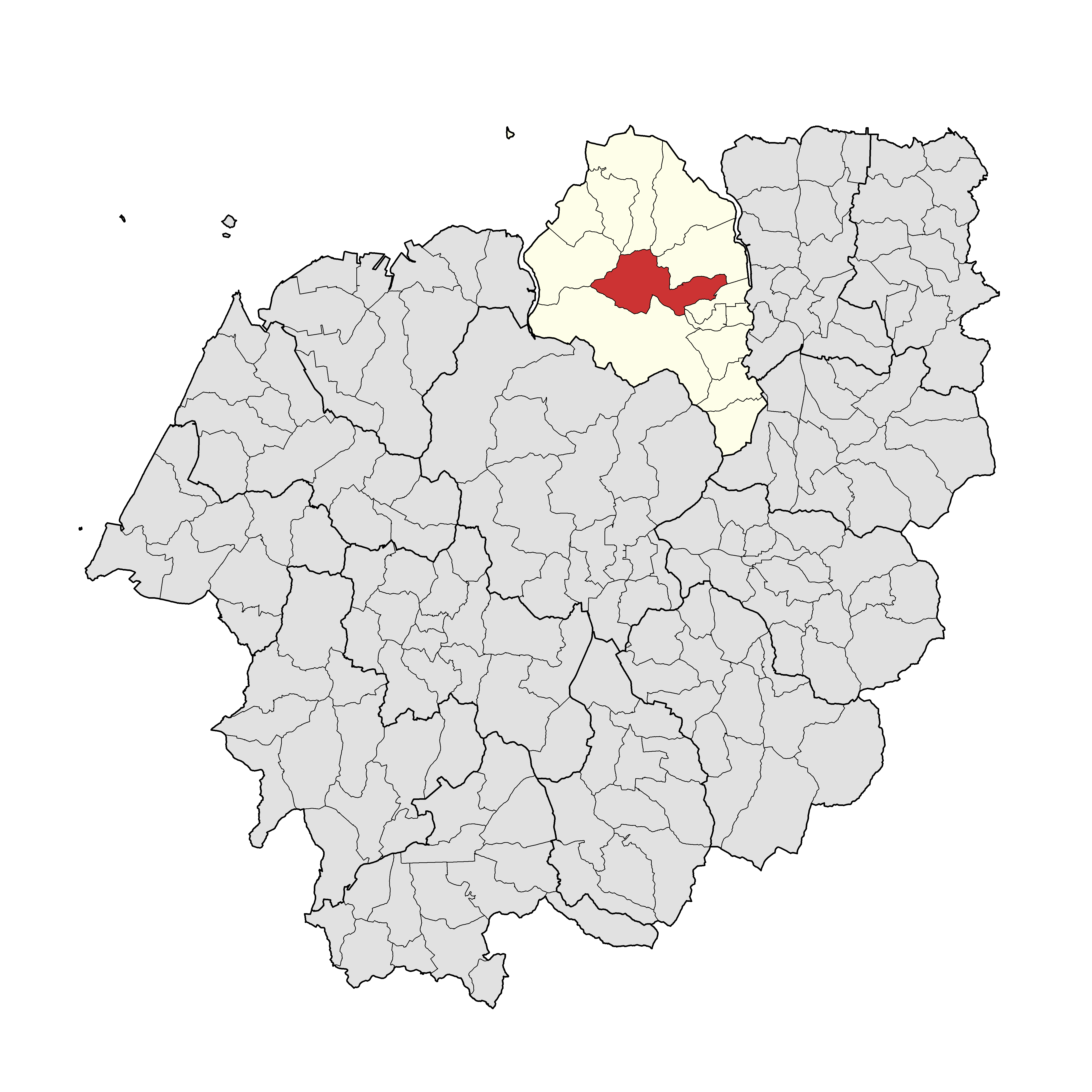
검산리
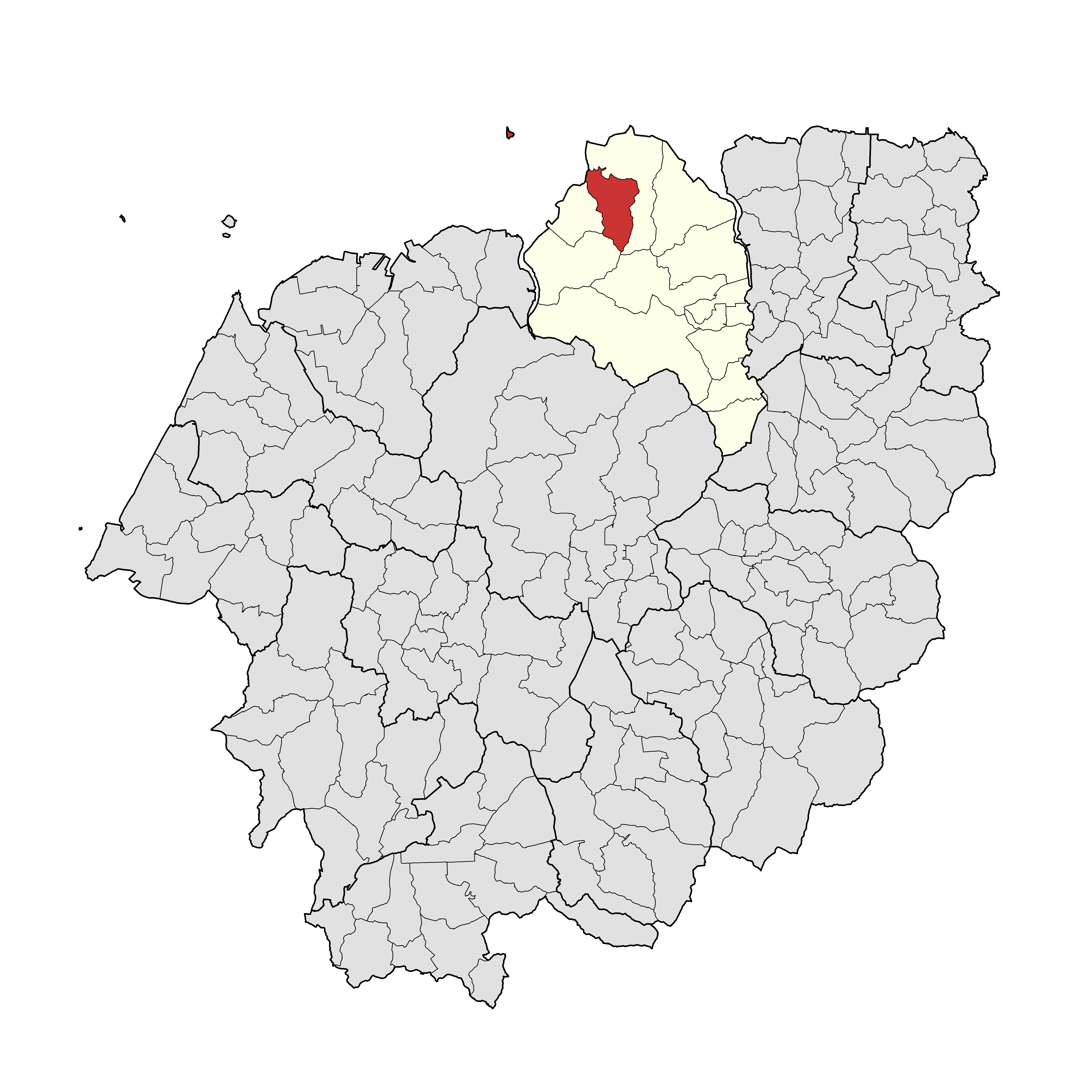
봉암리
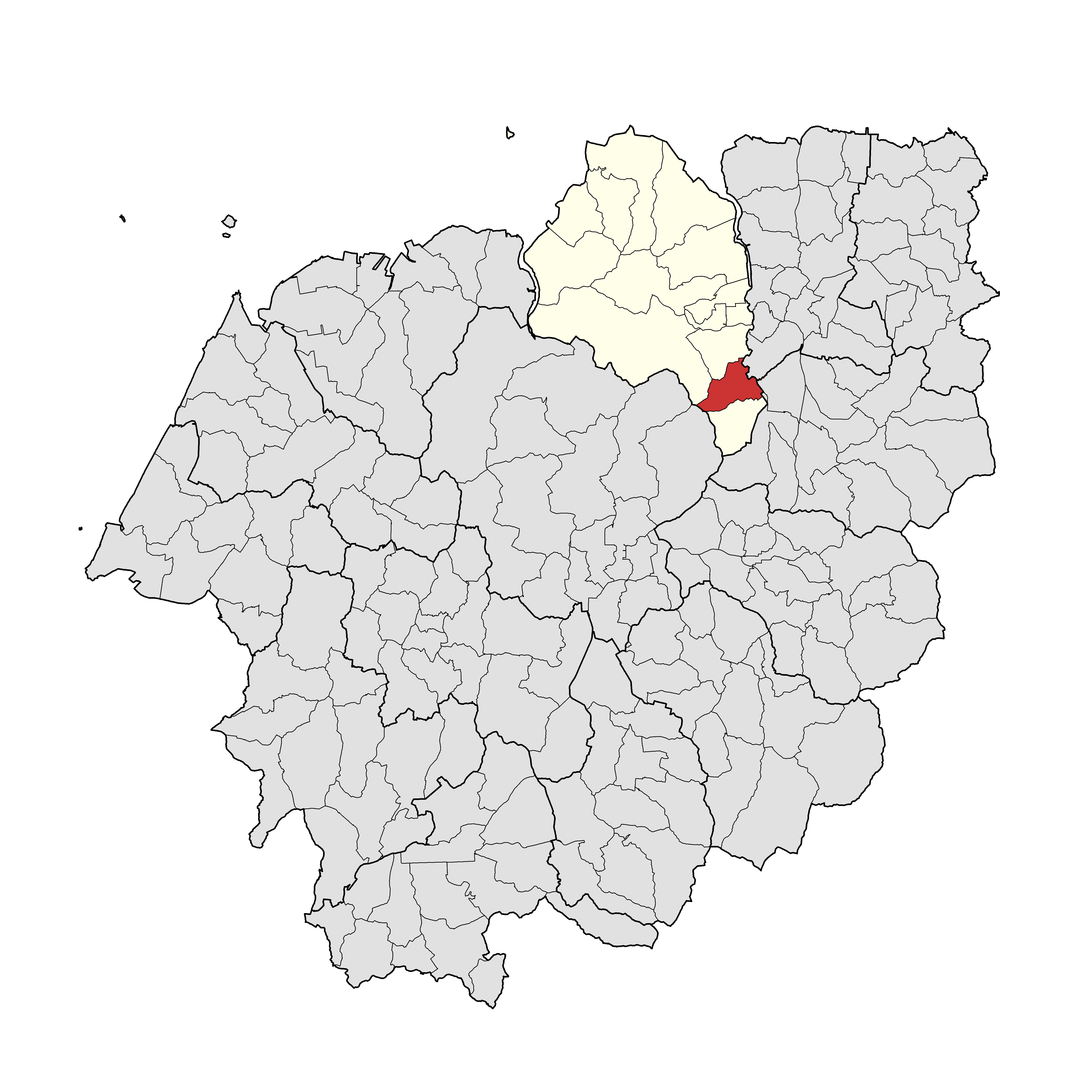
사창리
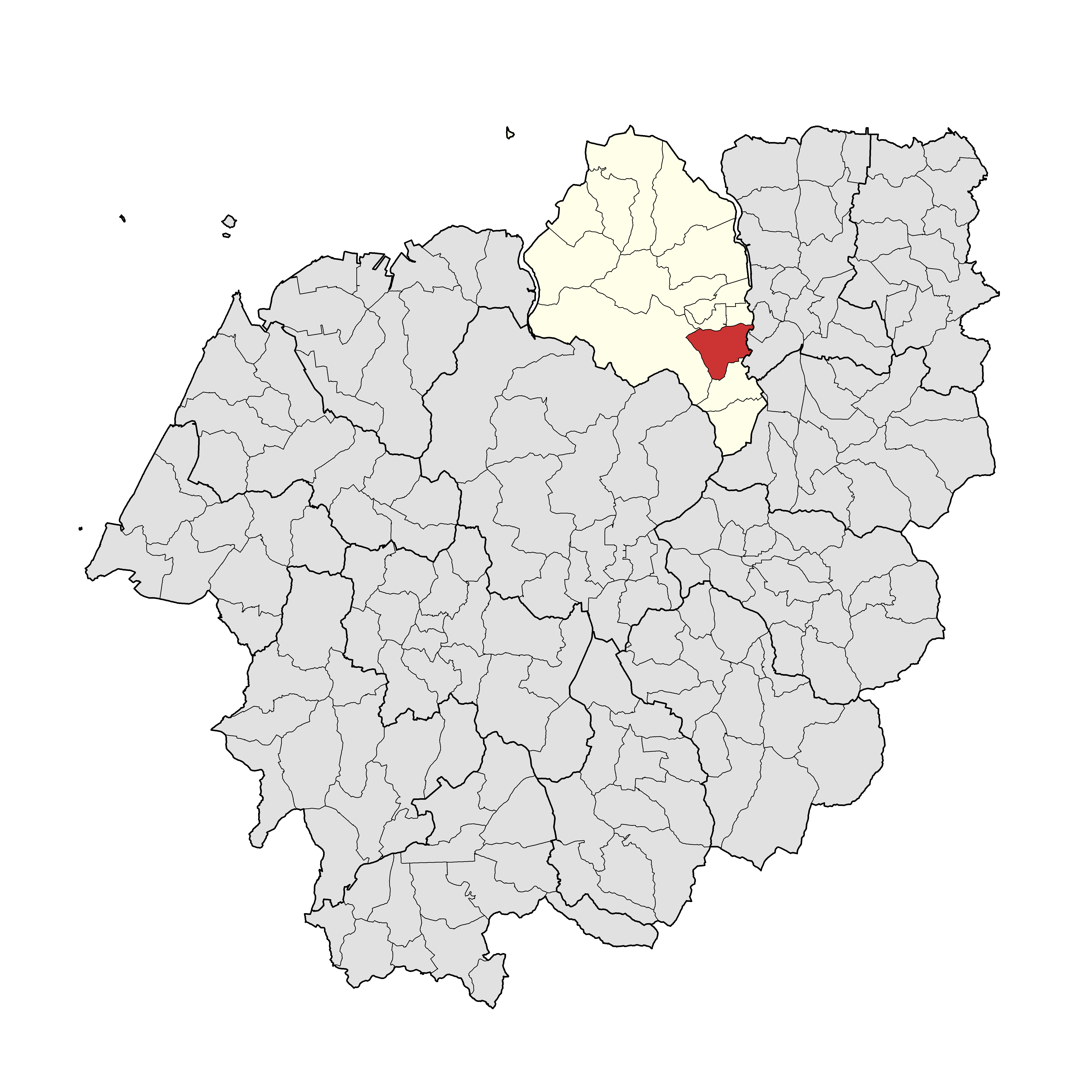
상등리
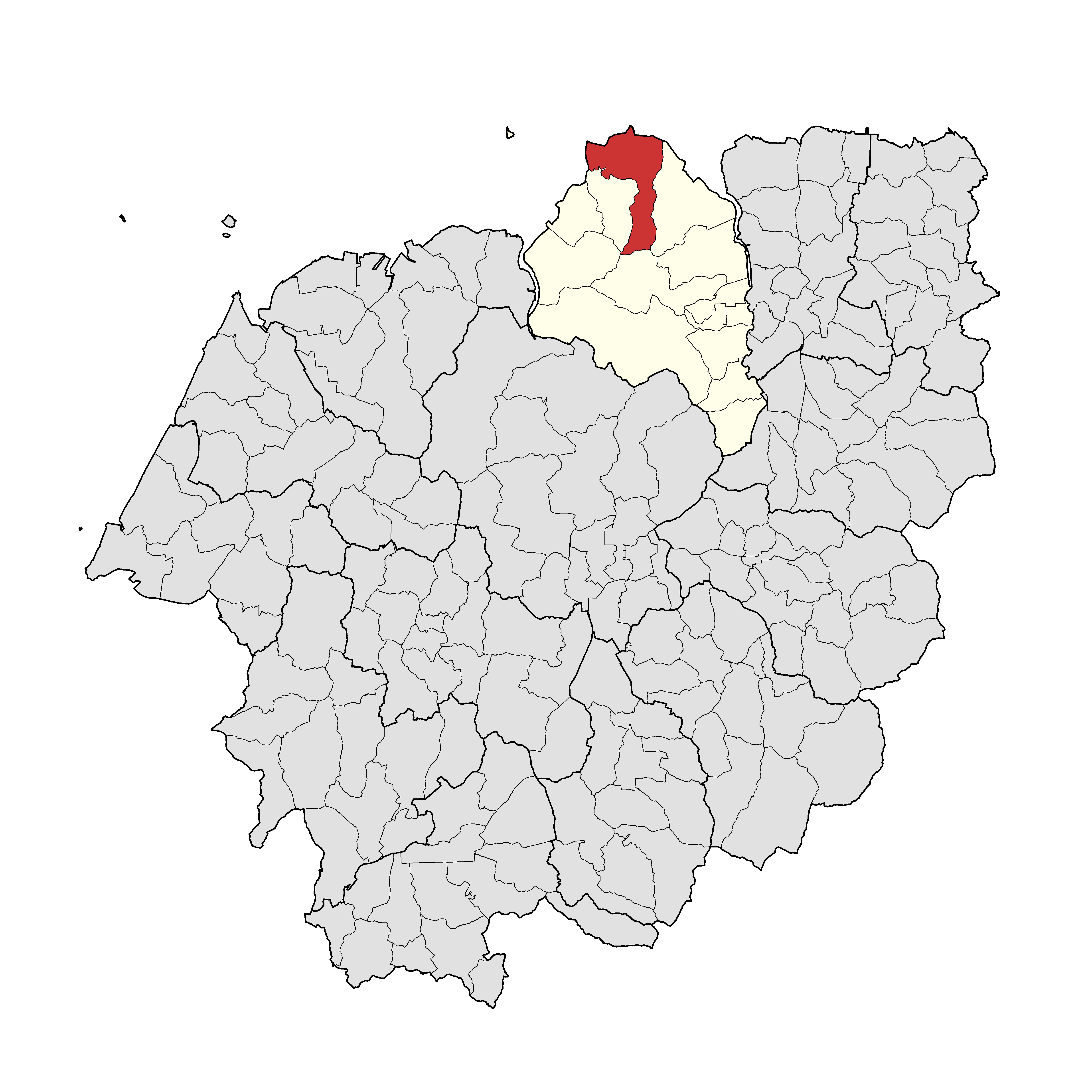
상암리
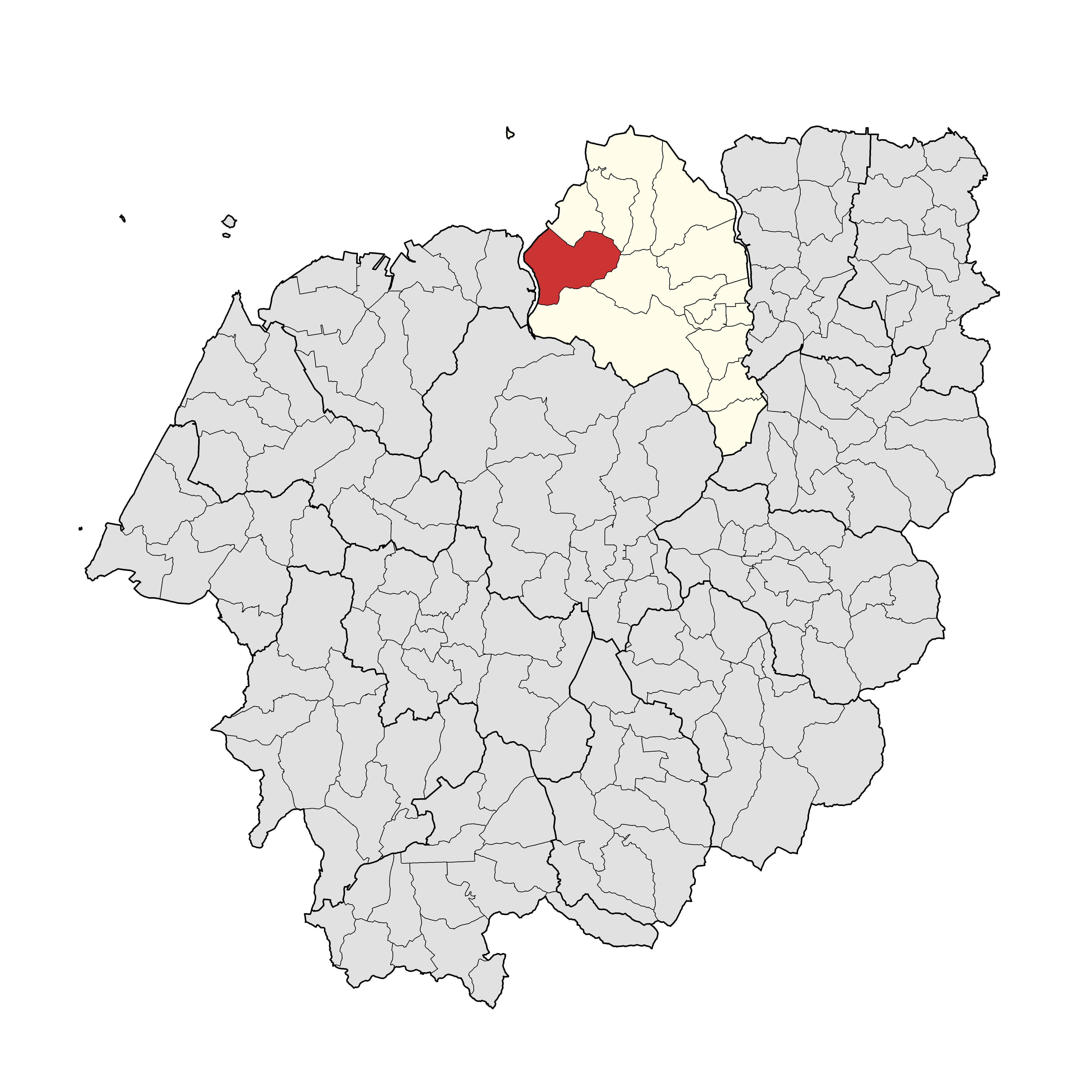
선운리
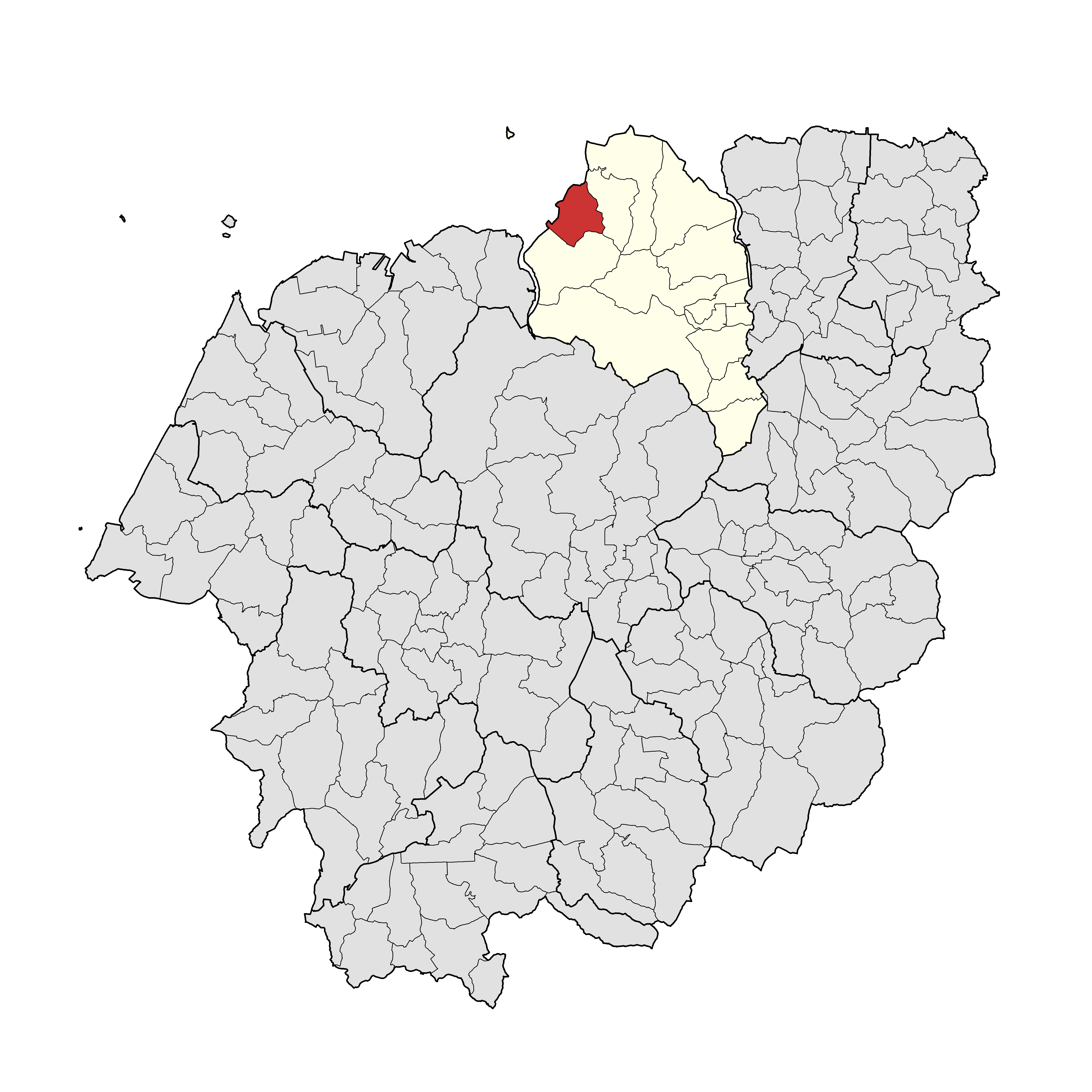
송현리
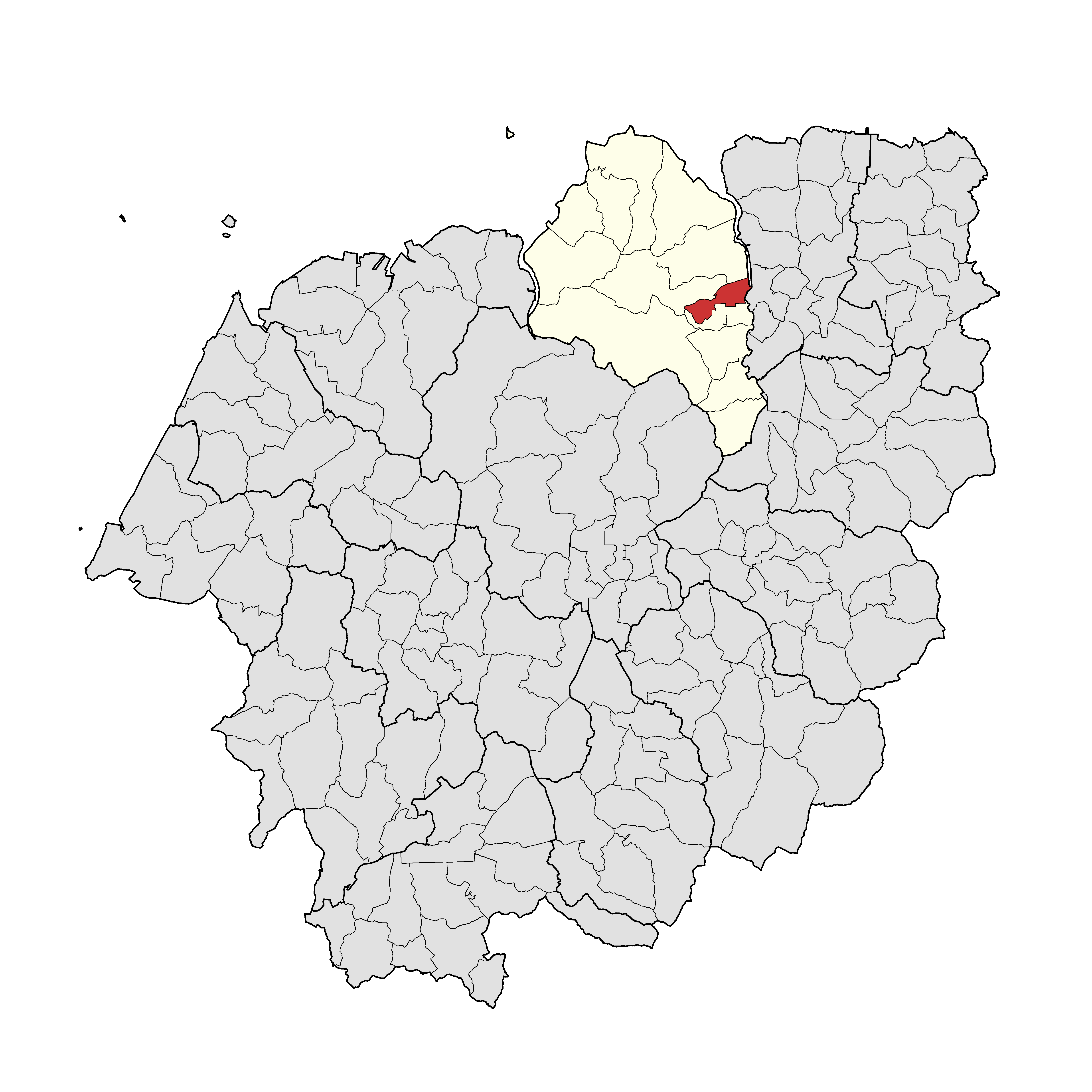
수남리
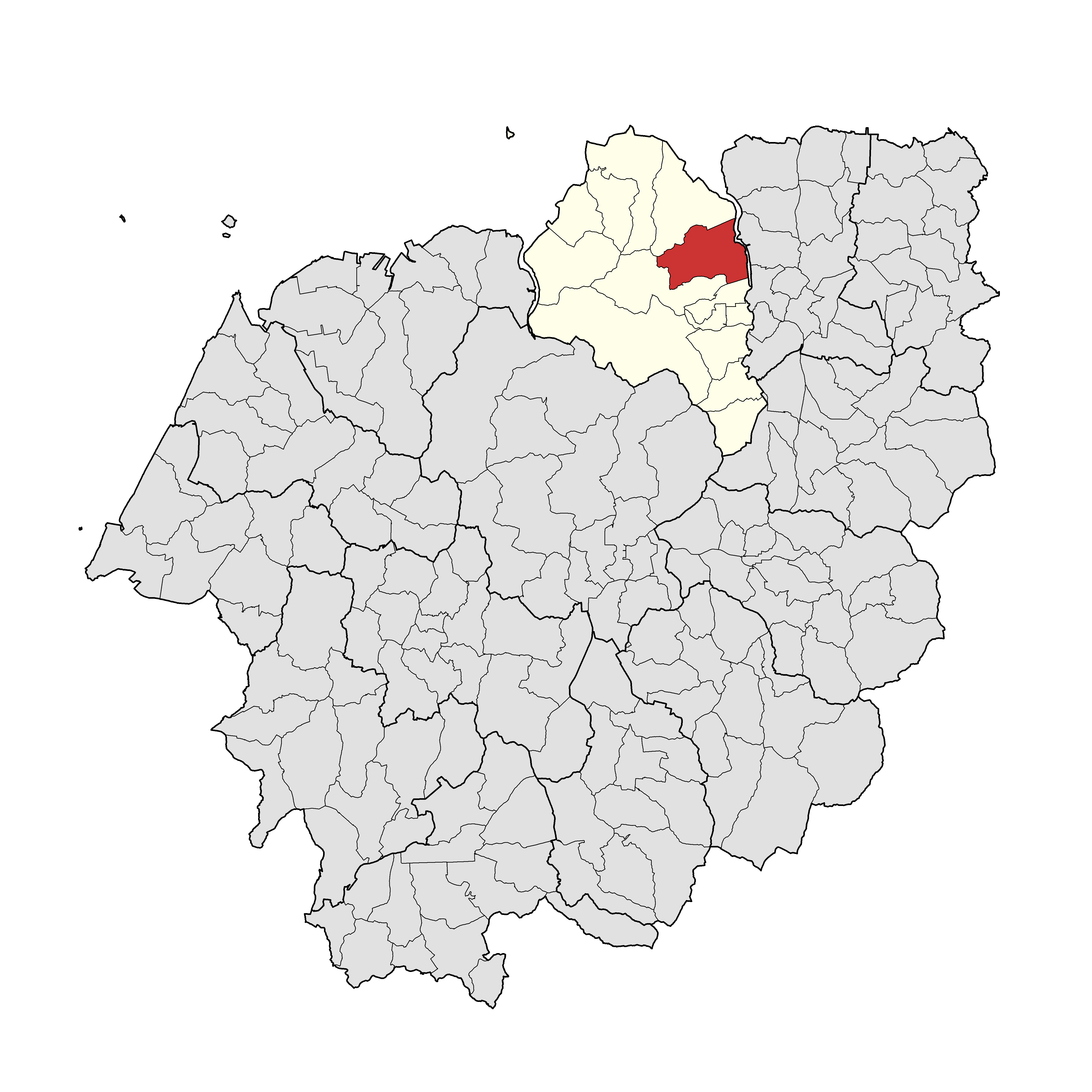
수동리
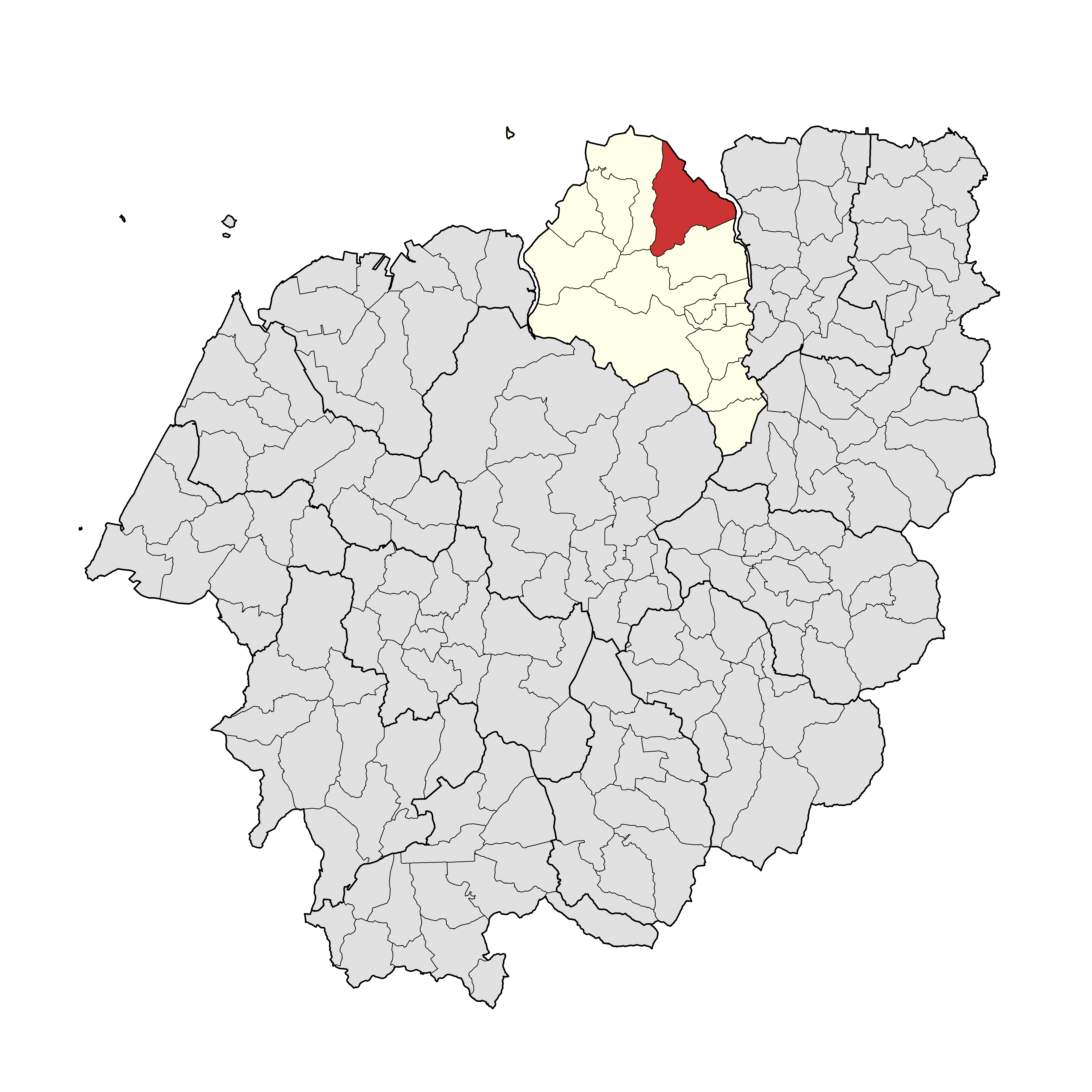
수앙리
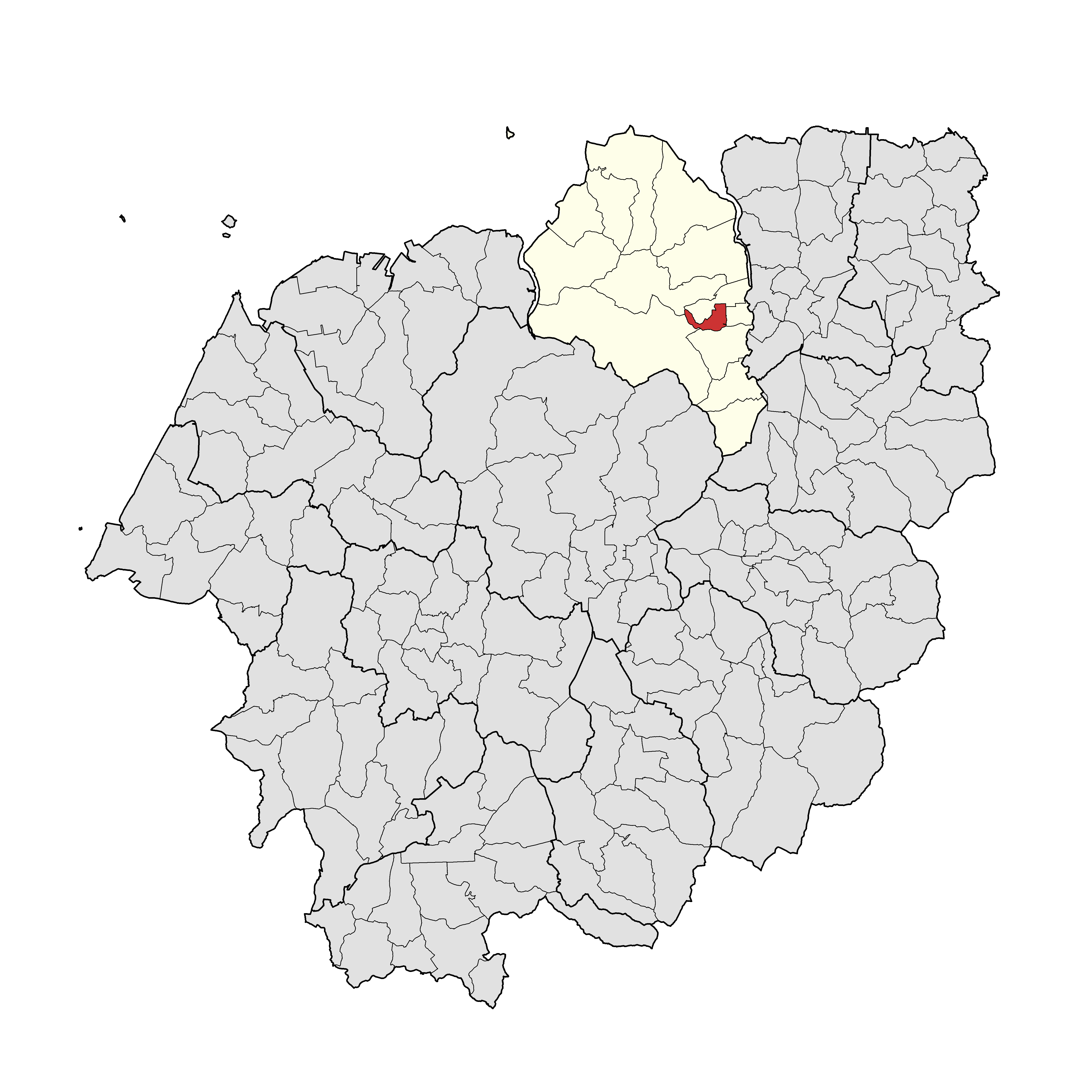
오산리
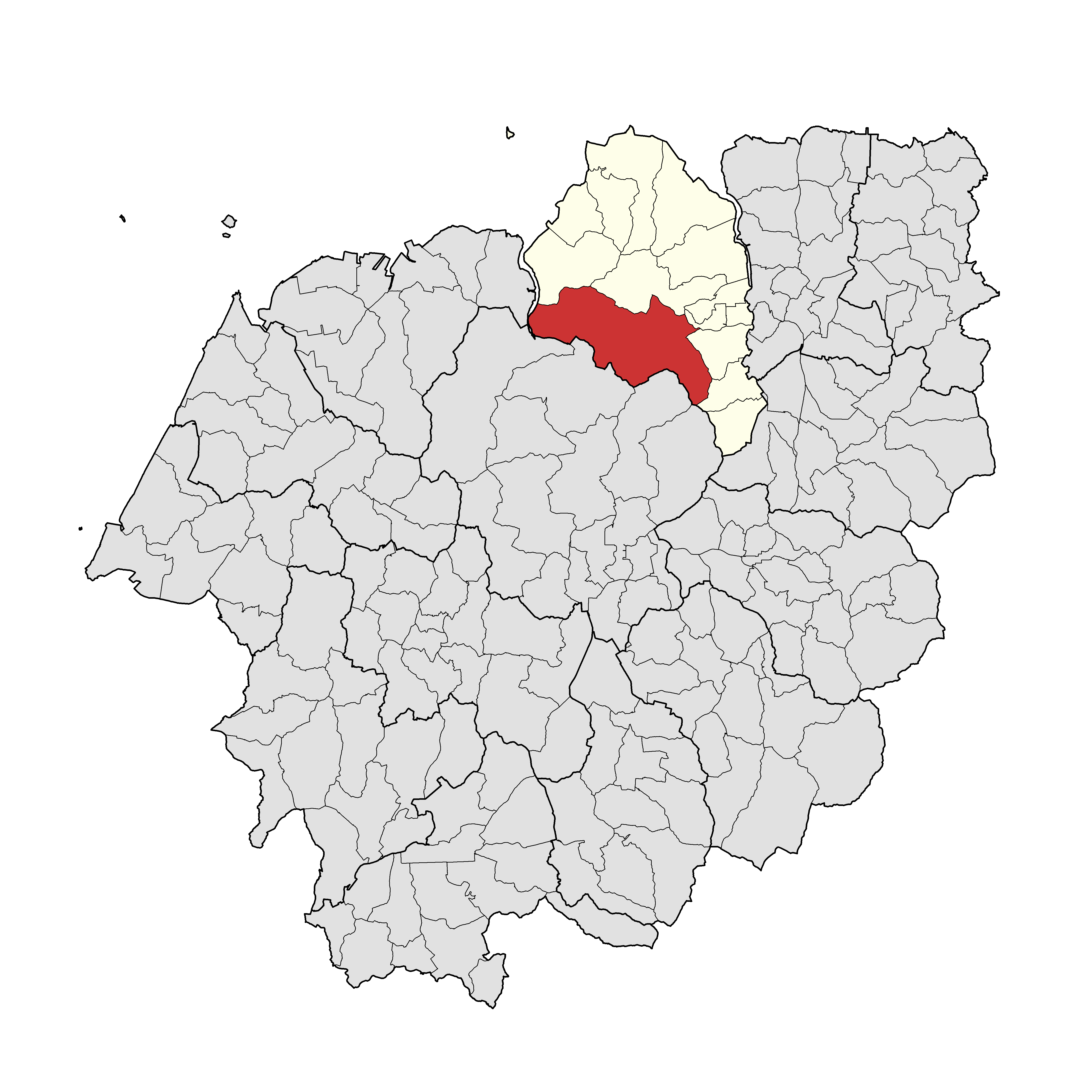
용산리
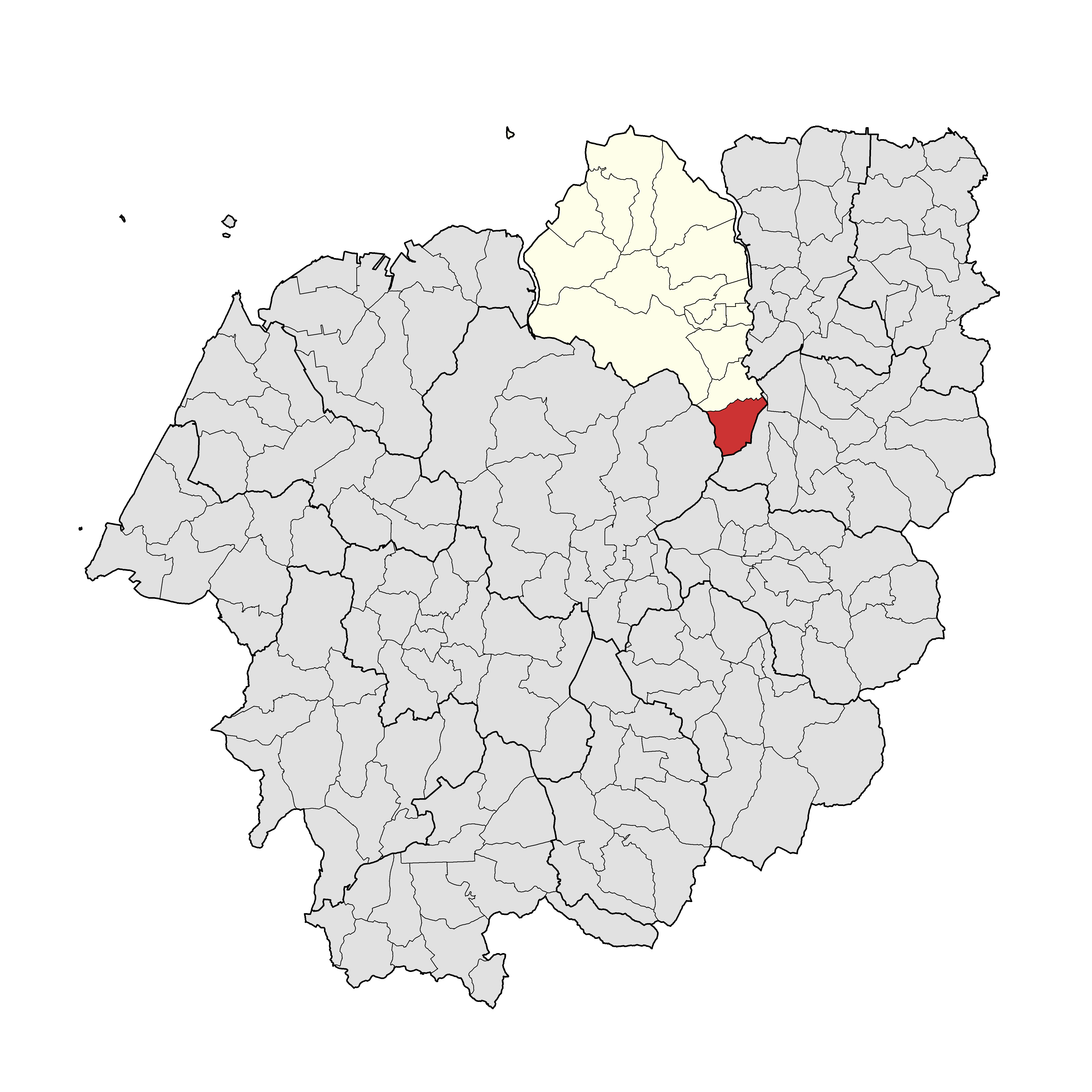
운양리
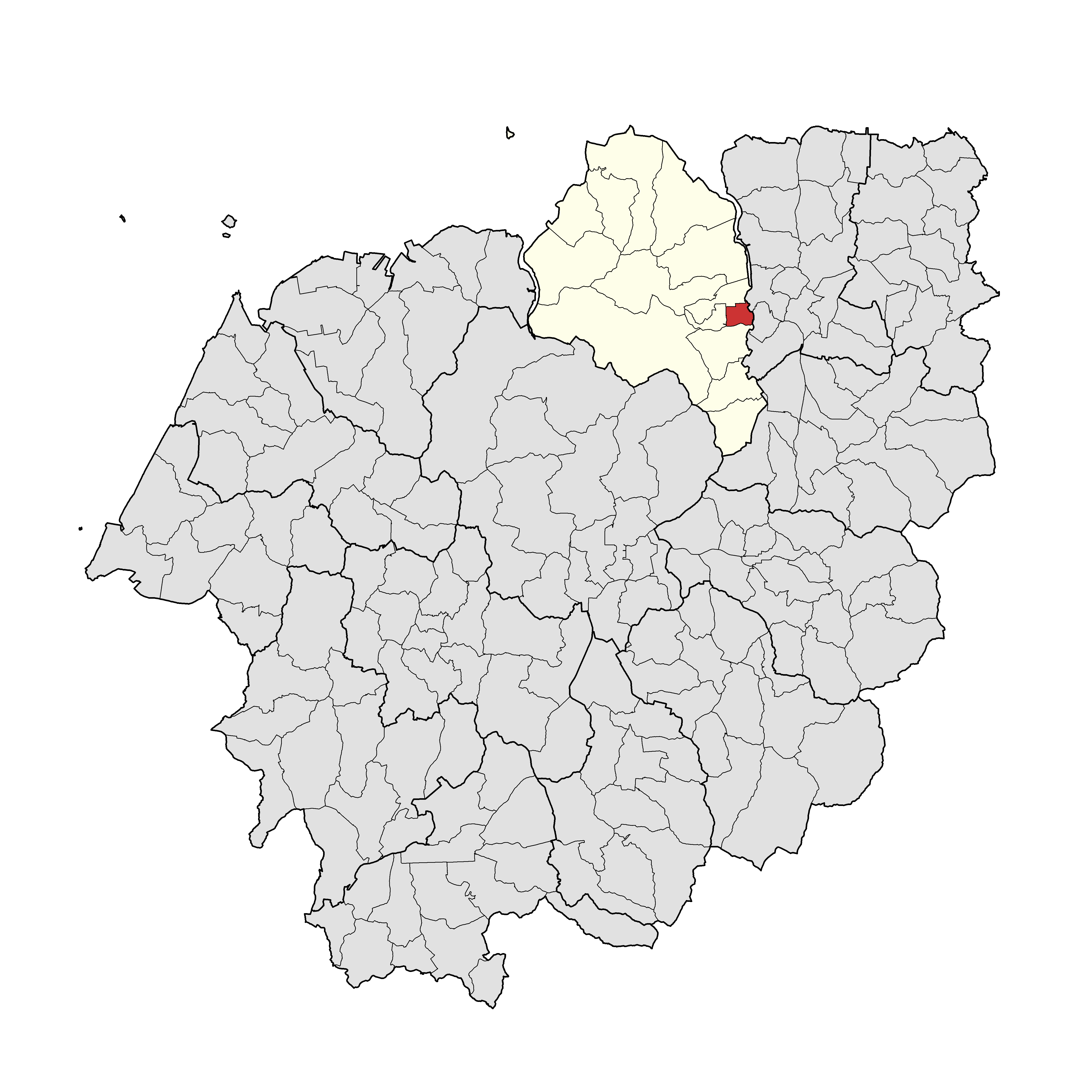
중흥리

## 교육
- 고창부안초등학교 (오산리)
- 봉암초등학교 (봉암리)
  - 선운분교 (폐교) - 부안면 질마재로 2-8 (선운리)
- 고창북중학교 (상등리)